# Monomorium hospitum
Monomorium hospitum là một loài côn trùng thuộc họ Formicidae. Đây là loài đặc hữu của Singapore.